# Godina Mátyás
Godina Mátyás (szlovénül Matjaž Godina) (Lehomér, 1768 körül – Felsőpetrócz, 1835. január 1.) kisnemesi származású szlovén evangélikus lelkész, tanító és irodalmár.
A mai Nyíreslehoméron (Lemerje, Szlovénia) született a Muravidéken. Elemi iskoláját először Surdon kezdte, Zala megyében, ahol a szintén szlovén Küzmics István és Bakos Mihály lelkészek tevékenykedtek. Felsőfokú tanulmányait Sopronban az evangélikus líceumban végezte, és 1793-ban mint felszentelt lelkész és tanító térhetett vissza hazájába, a Tótságba. 1793-tól 1799-ig Bodonczon (Bodóhegy) tanító, azt követően több mint húsz éven át lelkipásztor volt. 1821-ben a felsőpetróczi (péterhegyi) lutheránus egyházközség lelkésze és tanára lett, ezt a tisztséget haláláig betöltötte.
Irodalmi munkássága vend nyelvű egyházi énekekből, lejegyzett prédikációkból és az elemi iskola számára készített oktatáshoz való kézzel írott anyagokból áll.

## Külső hivatkozás
- Evangeličanska cerkvena občina Bodonci
- Vili Kerčmar: Evangeličanska cerkev na Slovenskem, Murska Sobota 1995.